# Leptoneta yebongsanensis
Leptoneta yebongsanensis är en spindelart som beskrevs av Kim, Lee och Joon Namkung 2004. Leptoneta yebongsanensis ingår i släktet Leptoneta och familjen Leptonetidae. Inga underarter finns listade i Catalogue of Life.